# Medicare
Medicare (sammensat af de engelske ord medical care, som betyder medicinsk pleje eller lægehjælp) er et nationalt program for sundhedsforsikring i USA, som blev startet i 1966 og i dag administreres af Centers for Medicare and Medicaid Services (CMS). Programmet yder primært sundhedsforsikringer til amerikanere i alderen 65 år og ældre, men omfatter ligeledes yngre personer med et handicap.
I 2019 ydede Medicare-programmet sundhedsforsikring til knap 60 millioner amerikanere, heraf ca. 52 millioner ældre personer og ca. 8 millioner yngre personer. Medicare-programmet dækker ikke alle sundhedsomkostningerne for de indskrevne personer. Her er det blevet estimeret, at Medicare som udgangspunkt dækker ca. halvdelen af sundhedsomkostninger relateret til en typisk person indskrevet i ordningen, mens de resterende udgifter typisk dækkes ved, at folk tegner private sundhedsforsikringer og/eller tilslutter sig en mere omfattende Medicare-ordning.